# Robert Habeck
Robert Habeck, né le 2 septembre 1969 à Lübeck, est un écrivain et homme politique allemand, membre de l'Alliance 90/Les Verts. Il est vice-chancelier et ministre fédéral de l'Économie et du Climat du 8 décembre 2021 au 6 mai 2025.

## Biographie

### Formation
Robert Habeck est né en 1969 dans la ville de Lübeck, dans le nord de l’Allemagne, au sein d’une famille de pharmaciens. Ses parents votent tous deux conservateurs.
Habeck a passé ses examens de fin d'études secondaires en 1989 à l'école Heinrich Heine de Heikendorf dans le district de Plön. En 1991, il entreprend des études de philosophie, germanistique et philologie à l'université de Fribourg-en-Brisgau. Il les poursuit à l'université de Roskilde, au Danemark, en 1992 et 1993, les achevant trois ans plus tard, en 1996, à l'université de Hambourg.
Il devient alors écrivain, puis passe avec succès son doctorat de philosophie, en 2000.

### Carrière politique
Après avoir été porté à la présidence de l'Alliance 90/Les Verts dans le Schleswig-Holstein, en 2004, il est investi tête de liste pour les élections régionales du 27 septembre 2009. Élu député au Landtag, il est désigné président du groupe écologiste et renonce alors à diriger la fédération du parti. À l'occasion des élections régionales du 6 mai 2012, il est de nouveau chef de file des Verts. Avec 13,2 % des suffrages, le parti réalise son meilleur score régional. Le 12 juin suivant, il devient premier vice-ministre-président, ministre de la Transition énergétique, de l'Environnement, de l'Agriculture et du Monde rural du Land.
Le 28 janvier 2018, il est élu à la tête de l'Alliance 90/Les Verts, conjointement avec Annalena Baerbock, tous deux incarnant l'aile « réaliste » du parti. Ils se sont ainsi montrés favorables à l'idée de former une coalition avec la CDU.
Après les élections fédérales allemandes de 2021 et les négociations qui ont suivi entre le SPD, Les Verts et le FDP, il devient ministre de l'Économie et du Climat. L'accord de coalition se fixe des objectifs modérés en matière d’environnement, dont en particulier la fermeture des centrales à charbon pour 2030, qui seront toutefois parfois remplacées par des centrales au gaz.
Confronté à la crise énergétique mondiale de 2021-2022, il rejette l'appel du président de la CDU, Friedrich Merz, en faveur d'un allongement des durées d'exploitation des centrales nucléaires allemandes soutenant que l'Allemagne a « un problème de chaleur, mais pas de problème d'électricité ». Il considère néanmoins comme important de réduire la production d'électricité à partir du gaz. Pour cela, il veut utiliser les réserves de charbon.
En avril 2024, le magazine Cicéron avance que des spécialistes du ministère allemand de l'Énergie se seraient prononcés très tôt en faveur d'une prolongation de la durée de vie des réacteurs nucléaires. Néanmoins, selon la correspondance entre employés du ministère révélée par le magazine, au printemps 2022, les hauts fonctionnaires de Robert Habeck et de la ministre fédérale de l'Environnement Steffi Lemke  « ont apparemment ignoré et étouffé les préoccupations de leurs propres experts afin de ne pas mettre en danger la sortie politiquement souhaitée et planifiée de l’énergie nucléaire. » Selon le magazine, « des réseaux influents au sein du Parti Vert ont apparemment manipulé la décision de prolonger les durées d'exploitation des centrales nucléaires allemandes. Les experts du ministère ont été à peine entendus et leurs opinions ont été ignorées ou déformées. » Le ministère de l'Économie rejette cette affirmation,.
Aux élections européennes de juin 2024, Les Verts connaissent « une véritable bérézina » tombant à 12,2 % des voix. Selon Les Échos, le parti a été notamment pénalisé par l'impopularité de la loi sur le chauffage présentée en 2023 par Robert Habeck, et la suppression progressive de certaines aides aux agriculteurs.

## Positionnement politique
Décrit comme un « hyper-réaliste », il effraie peu les milieux industriels, traditionnellement rétifs à l'écologie. Nikolas Stihl, patron de l’entreprise Stihl spécialisée dans les moteurs, estime même qu’il représente « la réconciliation entre l’économie et l’écologie ».
Lors d'une visite officielle en Ukraine en mai 2021, dans une interview donnée à Deutschlandfunk, Habeck suggère d'exporter des armes défensives vers ce pays, soulevant l'irritation générale de la classe politique, en particulier au sein de son propre parti.
Pour Bruno Odent, journaliste à L'Humanité, le duo Robert Habeck- Annalena Baerbock à la tête de l'Alliance 90/Les Verts acte « l’achèvement d’une longue dérive droitière » du parti, dont la pleine conversion à l’économie de marché et à l'atlantisme l'éloigne sensiblement de « l’engagement social et du pacifisme radical des débuts du mouvement écologiste »,.